# GnuCash
GnuCash ist eine freie Software zur Buchführung für Privatpersonen und kleine Unternehmen. Als Teil des GNU-Projekts wurde es unter die GPL gestellt. Eine grafische Benutzeroberfläche (GTK+) erlaubt das Anlegen und das Verfolgen von verschiedenen Bankkonten und Wertpapierdepots.
GnuCash unterstützt das Prinzip der doppelten Buchführung und den HBCI-Standard für Electronic Banking, sowohl mit PIN/TAN-Verfahren, Diskette als auch mit Kartenlesegerät.
GnuCash wurde für GNU/Linux und andere unixoide Systeme entwickelt und ist ab Version 2.2 auch unter Windows und macOS nutzbar. Eine weitere Besonderheit ist die ab Version 1.6 vorhandene reine Festkommaarithmetik zur Vermeidung von gleitkommaarithmetik-bedingten Präzisionsverlusten und daraus folgenden Rundungsfehlern.
Beim Datenimport und -export unterstützt GnuCash das QIF-Format.
In Gnucash 2.6 wurde der PDF-Export und die Auswertung mit Diagrammen und Berichten stark verbessert. Mit Version 2.6.21 ist dieser Zweig beendet.
Mit Gnucash für Android können Daten auf Tablets oder Mobil-Telefonen für die Desktop-Version vorbereitet werden. Die App ist erhältlich im Google Play Store und direkt als .apk-Datei von GitHub.
Mit Version 3.0 wird GTK+ 3 (Minimum 3.14) eingeführt als Grundlage des GUI in Linux. Windows 7 und MacOSX 10.9 sind weitere neue Minima in den unterstützten Systemen.